# Benjamin Gérard
Benjamin Gérard, né à Rennes le 12 février 1984, est un auteur de bande dessinée et de livre jeunesse français.

## Biographie
Benjamin Gérard grandi à Nouvoitou où Il passe une grande partie de son enfance et de son adolescence avant de partir et de s'installer dans le pays Fougères en 2007.
En collaboration avec Yvan postel, il lance la série en tant que scénariste La légende de Kerfite, dont deux tomes paraissent à Nats éditions entre 2014 et 2015.
Benjamin Gérard scénarise également la série Les 4 Rennes aux éditions Kramiek (groupe paquet), dont deux tomes paraissent entre 2015 et 2016 en collaboration avec Baba et Olivier Tichit.
Toujours avec Olivier Tichit, en 2019, il signe Filou : la chasse au Tchouk Tchouk, en 2020, Wooly : la guerre des voisins, et en 2022, Mako : opération crêpes, aux éditions Clair de lune.
En 2019 et 2020, il sort la série Mewan en deux tomes, avec le dessinateur Samuel Buquet, toujours aux éditions Clair de lune
Benjamin Gérard met en scène sa fille Éléa et son chat Baga dans la série Les fabuleuses aventures d'Éléa Chouquette, avec le dessinateur Tom, aux éditions Clair de Lune en 2020.
En 2022, en collaboration avec l’illustratrice Prisca Baverey, Benjamin Gérard sort son premier livre jeunesse Pourquoi les licornes font des cacas arc-en-ciel, aux Éditions bande à part. En 2023, il publie le livre jeunesse Un tigre sous mon lit avec le dessinateur Gwendal Blondelle, toujours aux éditions bande à part. Puis, en 2023, Mais c'est qui qui a perdu son slip ?, et en 2025, Trouvé ! aux éditions Evalou avec Olivier Tichit.

## Bande dessinée

### Séries
- Yvan Postel (dessin), La légende de Kerfite, Nats éditions.

1. Le manuscrit, 2014.
2. Destinée, 2015.

- Olivier Tichit (dessin) et Baba (co-scénario), Les 4 Rennes, éditions Kramiek.

1. Commando père Noel, 2015[8]
2. Horreur Boréal, 2016[9]

- Samuel Buquet (dessin), Mewan, éditions Clair de Lune.

1. Le domaine d'Olwé, 2019.
2. La lyre enchantée, 2020.

- Tom (dessin), Les fabuleuses aventures d'Éléa Chouquette, éditions Clair de Lune.

1. Volume 1, 2020.

- Samuel Buquet (dessin), Animalys, éditions Clair de Lune.

1. Tome 1, 2023.

### One-shot
- Olivier Tichit (dessin), Filou, la chasse au Tchouk tchouk, éditions Clair de Lune, 2019.
- Olivier Tichit (dessin), Wooly, La guerre des voisins, éditions Clair de Lune, 2020[10].
- Olivier Tichit (dessin), Mako, opération crêpes, éditions Clair de Lune, 2022.

### Jeunesse
- Pourquoi les licornes font des cacas arc-en-ciel  (ill. Prisca Baverey), éditions Bande à part, 2022.
- Un tigre sous mon lit  (ill. Gwendal Blondelle), Bande à part, 2023.
- Mais c'est qui qui a perdu son slip ? (ill. Olivier Tichit), Evalou, 2023.
- Un lion pour Noël  (ill. Mickaël Brunet), Bande à part, 2023.
- Trouvé ! (ill. Olivier Tichit), Evalou, 2025.

## Récompenses
- 2010 : Prix du strip du festival d'Angoulême[11]
- 2012 : Prix du découpage du festival d'Angers BD[12]
- 2012 : Prix La Tribu des artistes du festival Roch'fort en bulles[réf. nécessaire]